# SEF Costanza Milano
La Società di Educazione Fisica Costanza di Milano è stata una squadra di pallacanestro maschile italiana. A causa della frammentarietà delle fonti sui primi anni del basket italiano, la figura di questa società è stata spesso confusa con quella della Società Ginnastica Forza e Costanza di Brescia, vincitrice del Concorso ginnastico di Venezia che si tenne lo stesso anno del primo campionato.

## Storia
La squadra giocava nel campo di via Sondrio 4 e fu la promotrice del primo campionato nazionale che si disputò tra 23 club proprio nel campo della SEF Costanza.
È ricordata per aver vinto il primo campionato ufficiale italiano di pallacanestro, che ha avuto luogo nel 1920. Il quintetto titolare era Carlo Andreoli (giocatore-allenatore), Angelo Bagnato, Poligono Longoni, Elvezio Perabò e Angelo Vitali. Nel 1922 viene inserita nel girone A del campionato vinto dall'ASSI Milano. Successivamente, è stata vicecampione d'Italia nel 1928 dietro la Ginnastica Roma, poi dopo alterne vicende disputò l'ultimo campionato nel 1935, vincendo la Prima Divisione 1935 (pallacanestro maschile) con relativa promozione alla Divisione Nazionale 1935/36, alla quale rinunciò per poi cessare l'attività definitivamente. .

## Palmarès
- Campionato italiano: 1

1920